# Andrew H. Mickle
Andrew Hutchins Mickle (New York, 25 ottobre 1805 – Bayside, 25 gennaio 1863) è stato un politico statunitense, 67° sindaco di New York.